# Partit Nacionalista del País Valencià
El Partit Nacionalista del País Valencià (PNPV; en idioma español: 'Partido Nacionalista del País Valenciano') fue un partido político de España, de ideología nacionalista valenciana, que se formó en 1978, con los sectores de Unió Democràtica del País Valencià que se negaron a integrarse en Unión de Centro Democrático.
Desde el punto de vista ideológico, el PNPV se definía en el Congreso Constituyente del partido, celebrado en diciembre de 1979, como «...nacionalista, progresista de izquierda, democrático y comunalista», además de interclasista. Francesc Burguera, además, declaraba que el partido apoyaba la señera cuatribarrada o senyera nua frente a la senyera blava y reconocía la unidad lingüística con Cataluña, pero que estaba alejado de posturas revolucionarias o independentistas. Además, el PNPV era contrario al blaverismo.
Encabezados por Francesc de Paula Burguera, el PNPV nació con el espíritu de acoger a todos los nacionalistas que no se habían integrado en las listas de la UCD o del PSOE, pero fracasó al crearse el Agrupament d'Esquerres del País Valencià, formado por los sectores del Partit Socialista del País Valencià (PSPV) que no se unieron al PSOE. Su máxima representación institucional fue un escaño en el Congreso de los Diputados durante la II Legislatura, ocupado por su secretario general.
Posteriormente, en 1982, el PNPV se unió al Agrupament d'Esquerres del País Valencià para formar la coalición Unitat del Poble Valencià.

## Resultados electorales
En las elecciones municipales de 1979 consiguió 10 773 votos y 12 concejales en localidades de relativa importancia. En las elecciones generales al Congreso de los Diputados, el PNPV obtuvo 13 828 votos (1,28 %) en la circunscripción electoral de Valencia, única donde presentó listas, y ningún escaño.
El 1982 el PNPV se coaligó con Agrupament d'Esquerra del País Valencià (AEPV) para formar la coalición Unitat del Poble Valencià, que en 1984 se convertirá en un partido político.